# Psectra mozambica
Psectra mozambica är en insektsart som beskrevs av Bo Tjeder 1961. Psectra mozambica ingår i släktet Psectra och familjen florsländor. Inga underarter finns listade i Catalogue of Life.